# Pandemia de COVID-19 na Guiana Francesa
Este artigo documenta os impactos da pandemia de coronavírus 2019-2020 na Guiana Francesa e pode não incluir todas as principais respostas e medidas contemporâneas.

## Linha do tempo
Em 4 de março, a Guiana Francesa tinha cinco casos confirmados, todos em Saint-Laurent-du-Maroni.
Após os casos, o governo de Rodolphe Alexandre, adotou a medida de fechar as fronteiras do país em buscar de conter o avanço do vírus no país e nos países limítrofes, o Brasil e o Suriname.
Em 22 de março, o número de casos no país chegava a 18.
Em 24 de março, Marie-Laure Phinera-Horth, a prefeita de Cayenne, havia instituído um toque de recolher das 20:00 às 05:00, diferentemente do resto da região.
Em 30 de março, um membro da equipe de enfermagem de um lar de idosos Cayenne testou positivo para COVID-19.

### Abril
Em 4 de abril, um assistente de laboratório do Hospital Andrée-Rosemont deu positivo.
Em 7 de abril, o país registrava 77 casos e 34 paciente recuperados. Os distritos afetados são Saint-Laurent, Kourou, Cayenne e Maripasoula. O grupo Bernard Hayot doou 1.300.000 máscaras gratuitamente para obras de saúde na Martinica, Gaudelupe e Guiana.
Em 9 de abril, a União Europeia anunciou uma doação de 8 milhões de euros (US$ 8,6 milhões), que será implementada pela Agência de Saúde Pública do Caribe, para a luta contra o vírus Corona. A Guiana Francesa é um dos 24 membros da CARPHA (Agência de Saúde Pública do Caribe).
Em 20 de abril, a primeira morte foi anunciada. Um homem de 70 anos morreu no hospital de Cayenne. Ele morreu entre onze da noite e uma da madrugada.
Em 21 de abril, Antoine Joly, embaixador da França no Suriname, revelou em uma entrevista que a cidade de Saint-Laurent-du-Maroni foi isolada do resto da região e que a maioria dos casos foi importada. O "Hôtel Du Fleuve", perto da vila de Sinnamary, foi requisitado para ser usado em quarentena ou pacientes com COVID-19.
Em 30 de abril, a Guiana Francesa agora está listada em verde, o que significa que o vírus está sob controle.  As famílias podem mais uma vez visitar seus idosos em casas de repouso (EHPAD). As visitas são apenas na quinta-feira pela manhã, mediante agendamento e sob rigorosas medidas.

### Maio
Em 2 de maio, a vila indígena de Organabo, em Iracoubo, confinou-se voluntariamente. O chefe da tribo, Ernest Grand Emile, está preocupado porque as 200 pessoas da vila são principalmente idosas, e a vila é auto-suficiente.
Em 7 de maio, Olivier Véran, Ministro da Solidariedade e Saúde, anunciou que os trabalhadores em casas de repouso (EHPADs) receberão um bônus de 1.000 a 1.500 euros.
Em 12 de maio, o mercado de Cayenne fechou até novo aviso, mas o mercado de Saint-Laurent reabrirá em 13 de maio.
Em 13 de maio, o número de casos aumentou 11, dez dos quais foram relatados em Saint-Georges do l'Oyapock, que tem 37 casos até agora. Do outro lado da fronteira, em Oiapoque no Brasil, a situação é ainda pior: 57 pessoas foram infectadas com o vírus, no entanto, a cidade carece de equipe médica, testes e equipamentos; portanto, um estado de emergência foi declarado.
Em 14 de maio, foi anunciado um plano de ação para Saint-Georges de l'Oyapock: uma operação massiva de triagem começará na próxima semana e o movimento entre bairros será limitado.
Em 15 de maio, o país registrava 164, casos, 1 morte e 124 pacientes recuperados.
Em 18 de maio, Georges Elfort, prefeito de Saint-Georges do l'Oyapock, anunciou que toda a população será testada, sintomática ou não.

Em 29 de maio, os números oficiais do país dizia que havia 436 casos confirmados, 161 pacientes recuperados e 1 morte.